# Dolinczański Potok (dopływ Pyszniańskiego Potoku)
Dolinczański Potok – potok, prawy dopływ Pyszniańskiego Potoku.

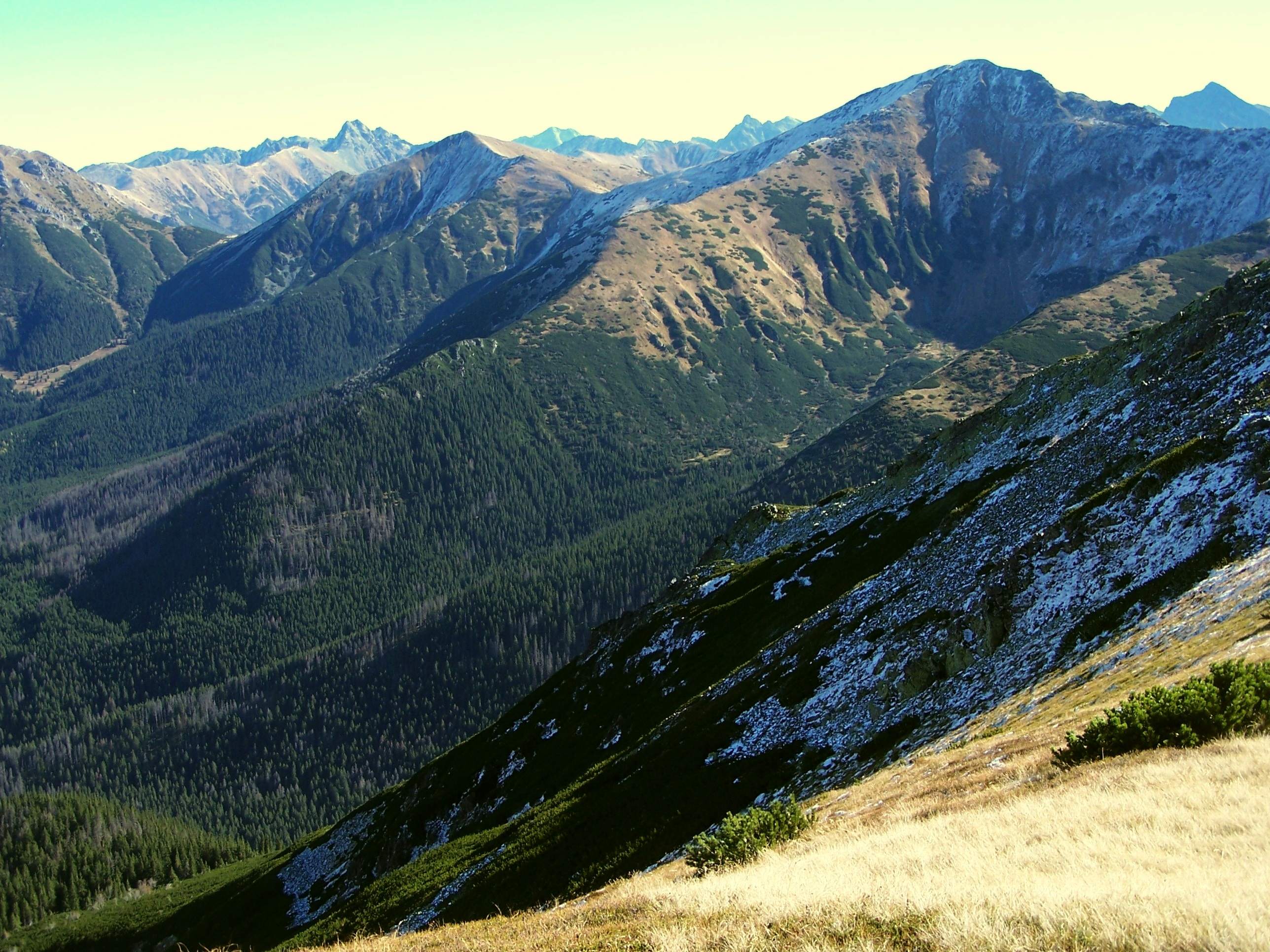
Dolinka poniżej Smreczyńskiego Wierchu (po prawej u góry)

Zlewnia potoku obejmuje Dolinkę – boczne odgałęzienie Doliny Pyszniańskiej w Tatrach Zachodnich, pomiędzy Dolinczańskim Grzbietem i Jaferowym Grzbietem, położona jest obszarze ochrony ścisłej „Pyszna, Tomanowa, Pisana”. Dolinczański Potok wypływa z kilku źródeł, najwyższe z nich znajduje się na wysokości 1408 m. Spływa w kierunku północno-zachodnim dnem Dolinki i uchodzi do Pyszniańskiego Potoku na wysokości około 1120 m.
Długość potoku wynosi ok. 1,3 km.